# Villaverde de Guareña (kommunhuvudort)
Villaverde de Guareña är en kommunhuvudort i Spanien. Den ligger i provinsen Provincia de Salamanca och regionen Kastilien och Leon, i den centrala delen av landet, 170 km väster om huvudstaden Madrid. Villaverde de Guareña ligger 831 meter över havet och antalet invånare är 203.
Terrängen runt Villaverde de Guareña är platt. Runt Villaverde de Guareña är det glesbefolkat, med 12 invånare per kvadratkilometer. Närmaste större samhälle är Salamanca, 15,7 km sydväst om Villaverde de Guareña. Trakten runt Villaverde de Guareña består till största delen av jordbruksmark.